# Décès en janvier 1968
Décès
- 1964
- 1965
- 1966
- 1967
- 1968
- 1969
- 1970
- 1971
- 1972

Pour une information complémentaire, voir la page d'aide.

| Date | Nom | Pays | Activités | Âge | Source |
| ---- | --- | ---- | --------- | --- | ------ |